# سربيشة
سربيشة (بالفارسية: سربیشه) هي مدينة تقع في إيران في قسم. يقدر عدد سكانها بـ 6,141 نسمة .